# Goliarda Sapienza
Goliarda Sapienza  (n. 10 mai 1924, Catania, Italia – d. 30 august 1996, Gaeta, Lazio, Italia) a fost o actriță și scriitoare italiană. Este cunoscută pentru romanul ei L'arte della gioia (Arta bucuriei), publicat pentru prima dată în 1998.

## Filmografie
- Un giorno nella vita (1946)
- Fabiola (1949)
- Persiane chiuse (1950); Luigi Comencini.
- Behind Closed Shutters (1951)
- Altri tempi (1952)
- La voce del silenzio (1953); Georg Wilhelm Pabst.
- Senso (1954)
- Ulyssess (1955)
- Gli Sbandati (1955)
- Lettera aperta a un giornale della sera (1970)
- Dialogo di Roma (1983); Marguerite Duras.

## Scrieri
- Lettera aperta, 1967
- Il filo di mezzogiorno, 1969
- Destino coatto, 1970
- Vengo da lontano, 1991
- L’Università di Rebibbia, 1983
- Le certezze del dubbio, 1987
- L’arte della gioia, 1998
- Io, Jean Gabin, 2010
- Il vizio di parlare a me stessa, 2011
- Siciliane, 2012
- Ancestrale, 2013
- La mia parte di gioia, 2013
- Elogio del bar, 2014
- Tre pièces e soggetti cinematografici, 2014
- Appuntamento a Positano, 2015.

## Traduceri în limba română
- Arta bucuriei, editura Pandora M, traducere Corina Popescu, 2021, ISBN 9786069783887.